# 3. kongres Občanské demokratické strany
3. kongres ODS se konal 7. listopadu 1992 v Praze.

## Dobové souvislosti a témata kongresu
Kongres se odehrával v závěrečné fázi před zánikem Československa. Jedním z výsledků kongresu proto bylo i ustavení Občanské demokratické strany na Slovensku coby samostatného politického subjektu. Snaha ODS z počátku roku 1992 o vytvoření celostátní politické strany tak byla revidována vzhledem k brzkému termínu vzniku dvou nezávislých republik. Na podzim 1992 již několik měsíců fungovala vláda Václava Klause a ODS byla hlavní vládní silou v České republice. Kromě zodpovědnosti za proces demontáže Československa se naplno podílela na dalších krocích ekonomické reformy. ODS čelila rovněž prvním skandálům. Na přelomu léta a podzimu 1992 odstoupil z postu místopředsedy strany Miroslav Macek, jeden z jejích zakladatelů, protože čelil kritice za své privatizační aktivity (firma Knižní velkoobchod). Kongres vytvořil novou funkci výkonného místopředsedy (Petr Čermák) coby manažerského postu pro vnitřní řízení strany. Výrazně obměněna byla výkonná rada ODS. Václav Klaus suverénně, bez protikandidáta, obhájil post předsedy strany.

## Personální složení vedení ODS po kongresu
- Předseda - Václav Klaus
- Výkonný místopředseda - Petr Čermák
- Místopředsedové - Jan Stráský, Jiří Vlach, Josef Zieleniec
- Výkonná rada ODS - Miroslav Beneš, Josef Cibulka, Jiřina Fišerová, Petr Hapala, Zdeněk Kubr, Jiří Lapčík, Lukáš Mašín, Radim Nováček, Antonín Pečenka, Luděk Rubáš, V. Soukup, Jiří Stránský, Miroslav Sychra, Václav Trojan, Marta Vláčilová, Oldřich Vlasák[3]